# Catalina Usme
Catalina Usme (właśc. María Catalina Usme Pineda; ur. 25 grudnia 1989 w Marinilli) – kolumbijska piłkarka, występująca na pozycji napastniczki w meksykańskim klubie CF Pachuca oraz w reprezentacji Kolumbii. Uczestniczka Mistrzostw Świata 2011, 2015 i 2023 oraz Copa América 2014, 2018 i 2022.

## Mecze w reprezentacji
Na podstawie:

### Mistrzostwa Świata 2011
| Mecze i gole w reprezentacji podczas Mistrzostw Świata 2011 | Mecze i gole w reprezentacji podczas Mistrzostw Świata 2011 | Mecze i gole w reprezentacji podczas Mistrzostw Świata 2011 | Mecze i gole w reprezentacji podczas Mistrzostw Świata 2011 | Mecze i gole w reprezentacji podczas Mistrzostw Świata 2011 | Mecze i gole w reprezentacji podczas Mistrzostw Świata 2011 | Mecze i gole w reprezentacji podczas Mistrzostw Świata 2011 | Mecze i gole w reprezentacji podczas Mistrzostw Świata 2011 |
| Lp.                                                         | Data                                                        | Miasto                                                      | Przeciwnik                                                  | Wynik                                                       | Gole                                                        | Inne                                                        | Faza rozgrywek                                              |
| ----------------------------------------------------------- | ----------------------------------------------------------- | ----------------------------------------------------------- | ----------------------------------------------------------- | ----------------------------------------------------------- | ----------------------------------------------------------- | ----------------------------------------------------------- | ----------------------------------------------------------- |
| 1.                                                          | 28.06.2011                                                  | Leverkusen                                                  | Szwecja                                                     | 0:1 (0:0)                                                   |                                                             |                                                             | Faza grupowa                                                |
| 2.                                                          | 02.07.2011                                                  | Sinsheim                                                    | Stany Zjednoczone                                           | 0:3 (0:1)                                                   |                                                             |                                                             | Faza grupowa                                                |

### Mistrzostwa Świata 2015
| Mecze i gole w reprezentacji podczas Mistrzostw Świata 2015 | Mecze i gole w reprezentacji podczas Mistrzostw Świata 2015 | Mecze i gole w reprezentacji podczas Mistrzostw Świata 2015 | Mecze i gole w reprezentacji podczas Mistrzostw Świata 2015 | Mecze i gole w reprezentacji podczas Mistrzostw Świata 2015 | Mecze i gole w reprezentacji podczas Mistrzostw Świata 2015 | Mecze i gole w reprezentacji podczas Mistrzostw Świata 2015 | Mecze i gole w reprezentacji podczas Mistrzostw Świata 2015 |
| Lp.                                                         | Data                                                        | Miasto                                                      | Przeciwnik                                                  | Wynik                                                       | Gole                                                        | Inne                                                        | Faza rozgrywek                                              |
| ----------------------------------------------------------- | ----------------------------------------------------------- | ----------------------------------------------------------- | ----------------------------------------------------------- | ----------------------------------------------------------- | ----------------------------------------------------------- | ----------------------------------------------------------- | ----------------------------------------------------------- |
| 1.                                                          | 09.06.2015                                                  | Moncton                                                     | Meksyk                                                      | 1:1 (0:1)                                                   |                                                             |                                                             | Faza grupowa                                                |
| 2.                                                          | 13.06.2015                                                  | Moncton                                                     | Francja                                                     | 2:0 (1:0)                                                   | 90+3'                                                       |                                                             | Faza grupowa                                                |
| 1.                                                          | 17.06.2015                                                  | Montreal                                                    | Anglia                                                      | 1:2 (0:2)                                                   |                                                             | 35'                                                         | Faza grupowa                                                |
| 2.                                                          | 23.06.2015                                                  | Edmonton                                                    | Stany Zjednoczone                                           | 0:2 (0:0)                                                   |                                                             |                                                             | 1/8 finału                                                  |

### Mistrzostwa Świata 2023
| Mecze i gole w reprezentacji podczas Mistrzostw Świata 2023 | Mecze i gole w reprezentacji podczas Mistrzostw Świata 2023 | Mecze i gole w reprezentacji podczas Mistrzostw Świata 2023 | Mecze i gole w reprezentacji podczas Mistrzostw Świata 2023 | Mecze i gole w reprezentacji podczas Mistrzostw Świata 2023 | Mecze i gole w reprezentacji podczas Mistrzostw Świata 2023 | Mecze i gole w reprezentacji podczas Mistrzostw Świata 2023 | Mecze i gole w reprezentacji podczas Mistrzostw Świata 2023 |
| Lp.                                                         | Data                                                        | Miasto                                                      | Przeciwnik                                                  | Wynik                                                       | Gole                                                        | Inne                                                        | Faza rozgrywek                                              |
| ----------------------------------------------------------- | ----------------------------------------------------------- | ----------------------------------------------------------- | ----------------------------------------------------------- | ----------------------------------------------------------- | ----------------------------------------------------------- | ----------------------------------------------------------- | ----------------------------------------------------------- |
| 1.                                                          | 25.07.2023                                                  | Sydney                                                      | Korea Południowa                                            | 2:0 (2:0)                                                   | 30'                                                         |                                                             | Faza grupowa                                                |
| 2.                                                          | 30.07.2023                                                  | Sydney                                                      | Niemcy                                                      | 2:1 (0:0)                                                   |                                                             |                                                             | Faza grupowa                                                |
| 3.                                                          | 03.08.2023                                                  | Perth                                                       | Maroko                                                      | 0:1 (0:1)                                                   |                                                             |                                                             | Faza grupowa                                                |
| 4.                                                          | 08.08.2023                                                  | Melbourne                                                   | Jamajka                                                     | 1:0 (0:0)                                                   | 51'                                                         |                                                             | 1/8 finału                                                  |
| 5.                                                          | 12.08.2023                                                  | Sydney                                                      | Anglia                                                      | 1:2 (1:1)                                                   |                                                             |                                                             | Ćwierćfinał                                                 |

## Sukcesy
Na podstawie:

### Klubowe
- Mistrzyni Kolumbii 2022

### Reprezentacyjne
- Wicemistrzyni Copa América 2014 i 2022
- Igrzyska Panamerykańskie 2019